# Athletic Club Ajaccien 2012-2013

## Stagione
Nella stagione 2012-2013 l'Ajaccio ha disputato la Ligue 1, la massima divisione del campionato francese, la Coppa di Francia e la Coppa di Lega francese. In campionato è giunto al 17º posto, nella Coppa di Francia si è fermato ai trentaduesimi mentre si è fermato ai sedicesimi nella coppa di lega nazionale. Nella Ligue 1 la società giunse a due punti dalla zona retrocessione, ma partì con due punti di penalizzazione a causa degli scontri Ajaccio-Lione della stagione precedente.

## Rosa[2]
| N. |                    | Ruolo | Calciatore             |
| -- | ------------------ | ----- | ---------------------- |
| 1  | Messico (bandiera) | P     | Guillermo Ochoa        |
| 2  | Francia (bandiera) | D     | Matthieu Chalmé        |
| 4  | Senegal (bandiera) | C     | Ricardo Faty           |
| 6  | Francia (bandiera) | D     | Ronald Zubar           |
| 7  | Francia (bandiera) | C     | Benjamin André         |
| 8  | Francia (bandiera) | C     | Jean-Baptiste Pierazzi |
| 9  | Francia (bandiera) | A     | Andy Delort            |
| 10 | Marocco (bandiera) | C     | Chahir Belghazouani    |
| 11 | Francia (bandiera) | C     | Karim El Hany          |
| 12 | Romania (bandiera) | A     | Adrian Mutu            |
| 13 | Francia (bandiera) | D     | Fabrie Begeorgi        |
| 14 | Algeria (bandiera) | C     | Mehdi Mostefa          |
| 15 | Francia (bandiera) | A     | David Gigliotti        |
| 16 | Mali (bandiera)    | P     | Oumar Sissoko          |
| 17 | Francia (bandiera) | D     | Yoann Poulard          |

| N. |                    | Ruolo | Calciatore           |
| -- | ------------------ | ----- | -------------------- |
| 18 | Francia (bandiera) | C     | Johan Cavalli        |
| 19 | Francia (bandiera) | C     | Paul Lasne           |
| 20 | Francia (bandiera) | D     | Anthony Lippini      |
| 21 | Francia (bandiera) | C     | Frédéric Sammaritano |
| 22 | Mali (bandiera)    | D     | Fousseni Diawara     |
| 23 | Francia (bandiera) | D     | Arnaud Maire         |
| 24 | Francia (bandiera) | C     | Damien Tibéri        |
| 25 | Belgio (bandiera)  | A     | Brandon Deville      |
| 26 | Francia (bandiera) | D     | Samuel Bouhours      |
| 27 | Mali (bandiera)    | A     | Sigamary Diarra      |
| 28 | Brasile (bandiera) | D     | Felipe Saad          |
| 29 | Kenya (bandiera)   | A     | Dennis Oliech        |
| 30 | Francia (bandiera) | P     | David Oberhauser     |
| 31 | Francia (bandiera) | C     | Wilfried Zahibo      |